# 고영복 고정간첩 사건
고영복 고정 간첩 사건은 1997년 서울대 사회학 명예교수 고영복이 36년간 고정 간첩으로 활동한 혐의로 체포된 일이다. 고영복은 61년 북한에 포섭된 후 남파 공작원에게 은신처를 제공했다는 혐의를 받았다. 또한 73년 남북적십자회담 당시 평양을 방문해 남한측 협상 정보를 북한에 제공했다는 혐의를 받았다. 고영복은 본래 7년형을 선고 받았으나 이후 2년형으로 감형되었고, 국가보안법상 회합-통신죄를 이유로 유죄를 선고받았다. 1999년 김대중 정권 출범 후 고영복은 사면되어 복권 조치되었다.